# Ruprecht van de Palts (1619-1682)
Ruprecht van de Palts, hertog van Cumberland (Praag, 27 december 1619 - Londen, 29 november 1682), derde zoon van keurvorst Frederik V van de Palts en Elizabeth Stuart, soldaat en uitvinder, volle neef van koning Karel I van Engeland, die hem tot hertog van Cumberland en graaf van Holderness benoemde.

## Levensloop
Als Prince Rupert was hij commandant van de royalistische cavalerie tijdens de Engelse Burgeroorlog en een effectieve admiraal tegenover De Ruyter in de Tweede Nederlands-Engelse Oorlog.
In 1645 werd de prins Ridder in de Orde van de Kousenband (de 440e ridder sinds de oprichting van de Orde).
De prins is ongetrouwd gebleven maar kreeg twee kinderen;
- een zoon Dudley Rupert Bard in 1666 bij Frances Bard, dochter van de burggraaf Bellomont,
- een dochter Ruperta in 1671 bij Margaret Hughes (eerste actrice op het Engelse toneel).

Via zijn zus Sophia werd er door zijn familie enige druk uitgeoefend om een vrouw van stand te trouwen, maar Rupert bleef bij mrs. Hughes en zijn dochter.
Sophia stuurde zelfs een bootlading Hannoverse herten voor in het park van Windsor, maar het mocht niet baten. Hij had een eed gezworen, dat hij met de Palts-familie gebroken had, omdat zijn oudere broer Karel Lodewijk hem zijn erfdeel onthouden had.

## Hudson's Bay Company
Op 2 mei 1670 werd de prins de eerste directeur van de Hudson's Bay Company, een van de oudste bedrijven ter wereld. De compagnie kreeg het monopolie over de handel met de indianen van het gebied van de Hudsonbaai, een gebied van 3,9 miljoen km², dat meer dan een derde van het huidige Canada beslaat. Het gebied werd Rupertland genoemd. De belangrijkste vestiging heette Fort Rupert, maar de prins heeft dit gebied nooit bezocht.

## Uitvinder
Hij was een parttime uitvinder en zeer geïnteresseerd in praktische technische en scheikundige zaken. Hij vond een nieuwe manier uit om de loop van een kanon te boren, een legering om ze te gieten en verbeteringen in de productie van buskruit. Hij zou ook de "beste vishaken, ooit in Engeland gemaakt" hebben uitgevonden en een nieuw procedé voor etsen, genaamd "mezzotint".
In maart 1661 demonstreerde Rupert “prins Ruperts druppels” voor de heren van de Royal Society . Het zijn druppelvormige glasobjecten, die bestand zijn tegen hamerslagen. Als het puntvormige uiteinde wordt afgebroken met de vingers exploderen ze.

## Kwartierstaat
| Lodewijk VI van de Palts (1539-1583)      | Lodewijk VI van de Palts (1539-1583)      | Lodewijk VI van de Palts (1539-1583)      | Lodewijk VI van de Palts (1539-1583)      | Lodewijk VI van de Palts (1539-1583)      | Lodewijk VI van de Palts (1539-1583)      | Elisabeth van Hessen (1539–1582)     | Elisabeth van Hessen (1539–1582)     | Elisabeth van Hessen (1539–1582)     | Elisabeth van Hessen (1539–1582)     | Elisabeth van Hessen (1539–1582)    | Elisabeth van Hessen (1539–1582)    |                                     |                                     | Willem van Oranje (1533–1584)       | Willem van Oranje (1533–1584)       | Willem van Oranje (1533–1584)         | Willem van Oranje (1533–1584)         | Willem van Oranje (1533–1584)         | Willem van Oranje (1533–1584)         | Charlotte van Bourbon (ca. 1546–1582) | Charlotte van Bourbon (ca. 1546–1582) | Charlotte van Bourbon (ca. 1546–1582) | Charlotte van Bourbon (ca. 1546–1582) | Charlotte van Bourbon (ca. 1546–1582)      | Charlotte van Bourbon (ca. 1546–1582)      |                                            |                                            | Henry Stuart Darnley (1545-1567)           | Henry Stuart Darnley (1545-1567)           | Henry Stuart Darnley (1545-1567) | Henry Stuart Darnley (1545-1567) | Henry Stuart Darnley (1545-1567)   | Henry Stuart Darnley (1545-1567)   | Maria I van Schotland (1542-1587)  | Maria I van Schotland (1542-1587)  | Maria I van Schotland (1542-1587)  | Maria I van Schotland (1542-1587)  | Maria I van Schotland (1542-1587) | Maria I van Schotland (1542-1587) |                                 |                                 | Frederik II van Denemarken (1534-1588) | Frederik II van Denemarken (1534-1588) | Frederik II van Denemarken (1534-1588) | Frederik II van Denemarken (1534-1588) | Frederik II van Denemarken (1534-1588) | Frederik II van Denemarken (1534-1588) | Sophia van Mecklenburg-Güstrow (1557-1631) | Sophia van Mecklenburg-Güstrow (1557-1631) | Sophia van Mecklenburg-Güstrow (1557-1631) | Sophia van Mecklenburg-Güstrow (1557-1631) | Sophia van Mecklenburg-Güstrow (1557-1631) | Sophia van Mecklenburg-Güstrow (1557-1631) |  |  |  |  |  |  |  |  |  |  |  |  |  |  |  |  |  |  |  |  |  |  |  |  |  |  |  |  |  |  |  |  |  |  |  |  |  |  |  |  |  |  |  |  |  |  |  |  |
| Lodewijk VI van de Palts (1539-1583)      | Lodewijk VI van de Palts (1539-1583)      | Lodewijk VI van de Palts (1539-1583)      | Lodewijk VI van de Palts (1539-1583)      | Lodewijk VI van de Palts (1539-1583)      | Lodewijk VI van de Palts (1539-1583)      | Elisabeth van Hessen (1539–1582)     | Elisabeth van Hessen (1539–1582)     | Elisabeth van Hessen (1539–1582)     | Elisabeth van Hessen (1539–1582)     | Elisabeth van Hessen (1539–1582)    | Elisabeth van Hessen (1539–1582)    |                                     |                                     | Willem van Oranje (1533–1584)       | Willem van Oranje (1533–1584)       | Willem van Oranje (1533–1584)         | Willem van Oranje (1533–1584)         | Willem van Oranje (1533–1584)         | Willem van Oranje (1533–1584)         | Charlotte van Bourbon (ca. 1546–1582) | Charlotte van Bourbon (ca. 1546–1582) | Charlotte van Bourbon (ca. 1546–1582) | Charlotte van Bourbon (ca. 1546–1582) | Charlotte van Bourbon (ca. 1546–1582)      | Charlotte van Bourbon (ca. 1546–1582)      |                                            |                                            | Henry Stuart Darnley (1545-1567)           | Henry Stuart Darnley (1545-1567)           | Henry Stuart Darnley (1545-1567) | Henry Stuart Darnley (1545-1567) | Henry Stuart Darnley (1545-1567)   | Henry Stuart Darnley (1545-1567)   | Maria I van Schotland (1542-1587)  | Maria I van Schotland (1542-1587)  | Maria I van Schotland (1542-1587)  | Maria I van Schotland (1542-1587)  | Maria I van Schotland (1542-1587) | Maria I van Schotland (1542-1587) |                                 |                                 | Frederik II van Denemarken (1534-1588) | Frederik II van Denemarken (1534-1588) | Frederik II van Denemarken (1534-1588) | Frederik II van Denemarken (1534-1588) | Frederik II van Denemarken (1534-1588) | Frederik II van Denemarken (1534-1588) | Sophia van Mecklenburg-Güstrow (1557-1631) | Sophia van Mecklenburg-Güstrow (1557-1631) | Sophia van Mecklenburg-Güstrow (1557-1631) | Sophia van Mecklenburg-Güstrow (1557-1631) | Sophia van Mecklenburg-Güstrow (1557-1631) | Sophia van Mecklenburg-Güstrow (1557-1631) |  |  |  |  |  |  |  |  |  |  |  |  |  |  |  |  |  |  |  |  |  |  |  |  |  |  |  |  |  |  |  |  |  |  |  |  |  |  |  |  |  |  |  |  |  |  |  |  |
|                                           |                                           |                                           |                                           |                                           |                                           |                                      |                                      |                                      |                                      |                                     |                                     |                                     |                                     |                                     |                                     |                                       |                                       |                                       |                                       |                                       |                                       |                                       |                                       |                                            |                                            |                                            |                                            |                                            |                                            |                                  |                                  |                                    |                                    |                                    |                                    |                                    |                                    |                                   |                                   |                                 |                                 |                                        |                                        |                                        |                                        |                                        |                                        |                                            |                                            |                                            |                                            |                                            |                                            |  |  |  |  |  |  |  |  |  |  |  |  |  |  |  |  |  |  |  |  |  |  |  |  |  |  |  |  |  |  |  |  |  |  |  |  |  |  |  |  |  |  |  |  |  |  |  |  |
|                                           |                                           |                                           |                                           | Frederik IV van de Palts (1574-1610)      | Frederik IV van de Palts (1574-1610)      | Frederik IV van de Palts (1574-1610) | Frederik IV van de Palts (1574-1610) | Frederik IV van de Palts (1574-1610) | Frederik IV van de Palts (1574-1610) |                                     |                                     |                                     |                                     |                                     |                                     | Louise Juliana van Nassau (1576-1644) | Louise Juliana van Nassau (1576-1644) | Louise Juliana van Nassau (1576-1644) | Louise Juliana van Nassau (1576-1644) | Louise Juliana van Nassau (1576-1644) | Louise Juliana van Nassau (1576-1644) |                                       |                                       |                                            |                                            |                                            |                                            |                                            |                                            |                                  |                                  | Jacobus I van Engeland (1566-1625) | Jacobus I van Engeland (1566-1625) | Jacobus I van Engeland (1566-1625) | Jacobus I van Engeland (1566-1625) | Jacobus I van Engeland (1566-1625) | Jacobus I van Engeland (1566-1625) |                                   |                                   |                                 |                                 |                                        |                                        | Anna van Denemarken (1574-1619)        | Anna van Denemarken (1574-1619)        | Anna van Denemarken (1574-1619)        | Anna van Denemarken (1574-1619)        | Anna van Denemarken (1574-1619)            | Anna van Denemarken (1574-1619)            |                                            |                                            |                                            |                                            |  |  |  |  |  |  |  |  |  |  |  |  |  |  |  |  |  |  |  |  |  |  |  |  |  |  |  |  |  |  |  |  |  |  |  |  |  |  |  |  |  |  |  |  |  |  |  |  |
|                                           |                                           |                                           |                                           | Frederik IV van de Palts (1574-1610)      | Frederik IV van de Palts (1574-1610)      | Frederik IV van de Palts (1574-1610) | Frederik IV van de Palts (1574-1610) | Frederik IV van de Palts (1574-1610) | Frederik IV van de Palts (1574-1610) |                                     |                                     |                                     |                                     |                                     |                                     | Louise Juliana van Nassau (1576-1644) | Louise Juliana van Nassau (1576-1644) | Louise Juliana van Nassau (1576-1644) | Louise Juliana van Nassau (1576-1644) | Louise Juliana van Nassau (1576-1644) | Louise Juliana van Nassau (1576-1644) |                                       |                                       |                                            |                                            |                                            |                                            |                                            |                                            |                                  |                                  | Jacobus I van Engeland (1566-1625) | Jacobus I van Engeland (1566-1625) | Jacobus I van Engeland (1566-1625) | Jacobus I van Engeland (1566-1625) | Jacobus I van Engeland (1566-1625) | Jacobus I van Engeland (1566-1625) |                                   |                                   |                                 |                                 |                                        |                                        | Anna van Denemarken (1574-1619)        | Anna van Denemarken (1574-1619)        | Anna van Denemarken (1574-1619)        | Anna van Denemarken (1574-1619)        | Anna van Denemarken (1574-1619)            | Anna van Denemarken (1574-1619)            |                                            |                                            |                                            |                                            |  |  |  |  |  |  |  |  |  |  |  |  |  |  |  |  |  |  |  |  |  |  |  |  |  |  |  |  |  |  |  |  |  |  |  |  |  |  |  |  |  |  |  |  |  |  |  |  |
|                                           |                                           |                                           |                                           |                                           |                                           |                                      |                                      |                                      |                                      | Frederik V van de Palts (1596-1632) | Frederik V van de Palts (1596-1632) | Frederik V van de Palts (1596-1632) | Frederik V van de Palts (1596-1632) | Frederik V van de Palts (1596-1632) | Frederik V van de Palts (1596-1632) |                                       |                                       |                                       |                                       |                                       |                                       |                                       |                                       |                                            |                                            |                                            |                                            |                                            |                                            |                                  |                                  |                                    |                                    |                                    |                                    |                                    |                                    | Elizabeth Stuart (1596-1662)      | Elizabeth Stuart (1596-1662)      | Elizabeth Stuart (1596-1662)    | Elizabeth Stuart (1596-1662)    | Elizabeth Stuart (1596-1662)           | Elizabeth Stuart (1596-1662)           |                                        |                                        |                                        |                                        |                                            |                                            |                                            |                                            |                                            |                                            |  |  |  |  |  |  |  |  |  |  |  |  |  |  |  |  |  |  |  |  |  |  |  |  |  |  |  |  |  |  |  |  |  |  |  |  |  |  |  |  |  |  |  |  |  |  |  |  |
|                                           |                                           |                                           |                                           |                                           |                                           |                                      |                                      |                                      |                                      | Frederik V van de Palts (1596-1632) | Frederik V van de Palts (1596-1632) | Frederik V van de Palts (1596-1632) | Frederik V van de Palts (1596-1632) | Frederik V van de Palts (1596-1632) | Frederik V van de Palts (1596-1632) |                                       |                                       |                                       |                                       |                                       |                                       |                                       |                                       |                                            |                                            |                                            |                                            |                                            |                                            |                                  |                                  |                                    |                                    |                                    |                                    |                                    |                                    | Elizabeth Stuart (1596-1662)      | Elizabeth Stuart (1596-1662)      | Elizabeth Stuart (1596-1662)    | Elizabeth Stuart (1596-1662)    | Elizabeth Stuart (1596-1662)           | Elizabeth Stuart (1596-1662)           |                                        |                                        |                                        |                                        |                                            |                                            |                                            |                                            |                                            |                                            |  |  |  |  |  |  |  |  |  |  |  |  |  |  |  |  |  |  |  |  |  |  |  |  |  |  |  |  |  |  |  |  |  |  |  |  |  |  |  |  |  |  |  |  |  |  |  |  |
|                                           |                                           |                                           |                                           |                                           |                                           |                                      |                                      |                                      |                                      |                                     |                                     |                                     |                                     |                                     |                                     |                                       |                                       |                                       |                                       |                                       |                                       |                                       |                                       |                                            |                                            |                                            |                                            |                                            |                                            |                                  |                                  |                                    |                                    |                                    |                                    |                                    |                                    |                                   |                                   |                                 |                                 |                                        |                                        |                                        |                                        |                                        |                                        |                                            |                                            |                                            |                                            |                                            |                                            |  |  |  |  |  |  |  |  |  |  |  |  |  |  |  |  |  |  |  |  |  |  |  |  |  |  |  |  |  |  |  |  |  |  |  |  |  |  |  |  |  |  |  |  |  |  |  |  |
|                                           |                                           |                                           |                                           |                                           |                                           |                                      |                                      |                                      |                                      |                                     |                                     |                                     |                                     |                                     |                                     |                                       |                                       |                                       |                                       |                                       |                                       |                                       |                                       |                                            |                                            |                                            |                                            |                                            |                                            |                                  |                                  |                                    |                                    |                                    |                                    |                                    |                                    |                                   |                                   |                                 |                                 |                                        |                                        |                                        |                                        |                                        |                                        |                                            |                                            |                                            |                                            |                                            |                                            |  |  |  |  |  |  |  |  |  |  |  |  |  |  |  |  |  |  |  |  |  |  |  |  |  |  |  |  |  |  |  |  |  |  |  |  |  |  |  |  |  |  |  |  |  |  |  |  |
| Karel I Lodewijk van de Palts (1617-1680) | Karel I Lodewijk van de Palts (1617-1680) | Karel I Lodewijk van de Palts (1617-1680) | Karel I Lodewijk van de Palts (1617-1680) | Karel I Lodewijk van de Palts (1617-1680) | Karel I Lodewijk van de Palts (1617-1680) |                                      |                                      | Ruprecht van de Palts (1619-1682)    | Ruprecht van de Palts (1619-1682)    | Ruprecht van de Palts (1619-1682)   | Ruprecht van de Palts (1619-1682)   | Ruprecht van de Palts (1619-1682)   | Ruprecht van de Palts (1619-1682)   |                                     |                                     | Maurits van de Palts (1621-1652)      | Maurits van de Palts (1621-1652)      | Maurits van de Palts (1621-1652)      | Maurits van de Palts (1621-1652)      | Maurits van de Palts (1621-1652)      | Maurits van de Palts (1621-1652)      |                                       |                                       | Louise Hollandine van de Palts (1622-1709) | Louise Hollandine van de Palts (1622-1709) | Louise Hollandine van de Palts (1622-1709) | Louise Hollandine van de Palts (1622-1709) | Louise Hollandine van de Palts (1622-1709) | Louise Hollandine van de Palts (1622-1709) |                                  |                                  | Eduard van de Palts (1625-1663)    | Eduard van de Palts (1625-1663)    | Eduard van de Palts (1625-1663)    | Eduard van de Palts (1625-1663)    | Eduard van de Palts (1625-1663)    | Eduard van de Palts (1625-1663)    |                                   |                                   | Sophia van de Palts (1630-1714) | Sophia van de Palts (1630-1714) | Sophia van de Palts (1630-1714)        | Sophia van de Palts (1630-1714)        | Sophia van de Palts (1630-1714)        | Sophia van de Palts (1630-1714)        |                                        |                                        | ... + 4 broers en 3 zusters                | ... + 4 broers en 3 zusters                | ... + 4 broers en 3 zusters                | ... + 4 broers en 3 zusters                | ... + 4 broers en 3 zusters                | ... + 4 broers en 3 zusters                |  |  |  |  |  |  |  |  |  |  |  |  |  |  |  |  |  |  |  |  |  |  |  |  |  |  |  |  |  |  |  |  |  |  |  |  |  |  |  |  |  |  |  |  |  |  |  |  |